# Stictoptera variabilis
Stictoptera variabilis är en fjärilsart som beskrevs av Moore 1882. Stictoptera variabilis ingår i släktet Stictoptera och familjen nattflyn. Inga underarter finns listade i Catalogue of Life.